# 7495 Фейнман
7495 Фейнман (7495 Feynman) — астероїд головного поясу, відкритий 22 листопада 1995 року.
Тіссеранів параметр щодо Юпітера — 3,294.